# 斎辰雄
斎 辰雄（とき たつお、1904年3月31日 - 1967年10月26日）は、日本の陸上競技選手・指導者。1928年アムステルダムオリンピックに十種競技で出場。
1950年代より中京大学で教育に携わり、のちに体育学部長を務めた。スポーツを墨絵で表現することにも取り組み、「スポーツ墨絵の創始者」との評がある。

## 経歴
徳島県那賀郡今津村（現在の阿南市）出身。旧制富岡中学校（現在の徳島県立富岡西高等学校）在学中に砲丸投、円盤投を始める。
三重高等農林学校（現在の三重大学）卒業後は名古屋で教員となり、1928年に日本陸上競技選手権大会の男子十種競技で優勝する。1928年のアムステルダムオリンピックでは12位に終わった（当時は名古屋育英商業学校の教員 ）。その後1932年までの間、日本選手権で十種競技五連覇を達成する（1928年から1930年までの所属は「名古屋教員」、1931年・1932年の所属は「常盤生命」）。常盤生命には当時、陸上競技選手としてほかに短距離走の加賀一郎、長距離走の津田晴一郎がいた。
その後は陸上の指導者として活躍。1939年に開催された日満華交歓競技大会では、「満洲国」代表チームの監督を務める:56。
徳島新聞の総務局長などを務めた。1952年より中京大学での教育に携わり、1963年には中京大学体育学部の学部長に就任した。1967年、癌のため死去した。

## スポーツ墨絵
斎は「スポーツ墨絵の創始者」とも評され、「スポーツ墨画家」とも紹介される。50歳頃より、スポーツを墨絵で表現することに情熱を注いだ。
名古屋市営地下鉄桜通線瑞穂運動場西駅には斎の手掛けた壁画「躍動 走・跳・投」がある。

## 著書
- 『墨絵のスポーツ 斎辰雄画集』（1971年、講談社）